# Велика Брањска
Велика Брањска (хрв. Velika Branjska) је насељено место у општини Соколовац, Копривничко-крижевачка жупанија, Хрватска.

## Историја
До територијалне реорганизације у Хрватској била је у саставу старе општине Копривница.

## Становништво
У попису становништва из 2011. године, Велика Брањска је имала 31 становника.
| Број становника према пописима | Број становника према пописима | Број становника према пописима | Број становника према пописима | Број становника према пописима | Број становника према пописима | Број становника према пописима | Број становника према пописима | Број становника према пописима | Број становника према пописима | Број становника према пописима | Број становника према пописима | Број становника према пописима | Број становника према пописима | Број становника према пописима | Број становника према пописима |
| ------------------------------ | ------------------------------ | ------------------------------ | ------------------------------ | ------------------------------ | ------------------------------ | ------------------------------ | ------------------------------ | ------------------------------ | ------------------------------ | ------------------------------ | ------------------------------ | ------------------------------ | ------------------------------ | ------------------------------ | ------------------------------ |
| 1857                           | 1869                           | 1880                           | 1890                           | 1900                           | 1910                           | 1921                           | 1931                           | 1948                           | 1953                           | 1961                           | 1971                           | 1981                           | 1991                           | 2001                           | 2011                           |
| 0                              | 0                              | 0                              | 81                             | 106                            | 127                            | 120                            | 132                            | 105                            | 100                            | 101                            | 71                             | 60                             | 46                             | 64                             | 31                             |

Напомена: Насеља Мала Брањска и Велика Брањска исказују се  од 1869. Године 1857. исказано је насеље по имену Брајинска. Подаци за то некадашње насеље налазе се у насељу Мала Брањска. Године 1869. и 1880. подаци за оба насеља приказани су у насељу Мала Брањска. Од 1880. до 1900. исказивано под именом Брањска Велика, а 1869. а од 1910. до 1981. под именом Велика Брајинска.

### Попис1991.
У попису становништва из 1991. године, Велика Брањска је имало 46 становника, следећег националног састава:
| Попис 1991.‍ | Попис 1991.‍ | Попис 1991.‍ | Попис 1991.‍ | Попис 1991.‍ |
| ----------- | ----------- | ----------- | ----------- | ----------- |
|             |             |             |             |             |
| Хрвати      | Хрвати      |             | 24          | 52,17%      |
| Срби        | Срби        |             | 22          | 47,82%      |
| укупно: 46  |             |             |             |             |

### Попис1910.
| Велика Брањска                                                          | Велика Брањска |
| ----------------------------------------------------------------------- | --- |
| језик                                                                   | вера |
| укупно: 127 Српски 100 (78,74%) Хрватски 26 (20,47%) Мађарски 1 (0,78%) | <div style="border:solid transparent;position:absolute;width:100px;line-height:0; укупно: 127 Православци 100 (78,74%) Римокатолици 27 (21,25%) - (-%) |